# Unterwasserhorchanlage Tintenfisch
Die Unterwasserhorchanlage Tintenfisch war eine Aufklärungseinrichtung der Volksmarine der NVA der DDR, die im Kalten Krieg zur Ortung von U-Booten und anderen Seefahrzeugen in der Ostsee eingesetzt wurde. Die Station befand sich an der Nordspitze der Insel Rügen.

## Aufbau
Die Volksmarine wünschte eine Möglichkeit, getauchte U-Boote auf dem Transit von der westlichen Ostsee in die östliche Ostsee zu orten. Deshalb begann sie mit der Planung einer hydroakustischen Horchanlage. Ursprünglich war ein Netz von Sensoren entlang der Ostseeküste der DDR geplant. Realisiert wurde aber nur der Aufklärungsposten auf Rügen. Es wurden drei Horchanlagen beim VEB Funkmechanik in Leipzig-Plagwitz gebaut und im Jahr 1953 auf Positionen etwa 4 km bis 4,5 km vor der Küste versenkt.
- Station 1 (Basis West) – östlich Nonnewitz/Hafen Mövenort
- Station 2 (Basis Nord) – nördlich Kap Arkona
- Station 3 (Basis Ost) – Tromper Wiek

Jede der drei Stationen wurde mit einem Kabel mit der Empfangsstation der Technischen Beobachtungskompanie (TBK) Arkona verbunden.
Die Stationen 1 und 2 wurden Anfang der 1970er Jahre geborgen und die Station in der Tromper Wiek durch eine verbesserte Version ersetzt. Von 1990 bis circa 1994 wurde die Station von der Marineortungsstelle B der Deutschen Marine genutzt.
Gegenpart auf bundesdeutscher Seite ist die Marineküstenstation Marienleuchte.

## Heute
Am Strand von Bakenberg/Nonnevitz und unterhalb des Leuchtturms Kap Arkona findet man freigespülte Reste der Verbindungskabel zur Landstation.